# Mad Money (film)
Pour les articles homonymes, voir Mad Money.
Mad Money ou Folles du cash au Québec est un film américain réalisé par Callie Khouri, sorti en 2008.

## Synopsis
L'histoire de trois femmes de ménage qui travaillaient dans les bâtiments de la Réserve fédérale américaine et qui, un jour, décidèrent de braquer l'institution, bien déterminées à y gagner plus d'argent que ce que leur travail de nuit leur permettait de prétendre. Mais rien ne se passa comme prévu.

## Fiche technique
- Titre français et original : Mad Money
- Titre québécois : Folles du cash
- Réalisation : Callie Khouri
- Scénario : Glenn Gers et John Mister
- Production : James Acheson, Jay Cohen, Frank DeMartini et Michael P. Flannigan
- Production déléguée : Boaz Davidson, Danny Dimbort,
Robert O. Green, Wendy Kram, Avi Lerner et Trevor Short
- Sociétés de production () :

- Overture Films
- Big City Pictures
- Granada Entertainment
- Grand Army Entertainment
- Lightspeed Media
- MMoney
- MWP Productions
- Revolution Studios
- Shine
- Swingin' Productions

- Distribution :
  -  États-Unis : Overture Films
  -  Canada : Alliance Vivafilm
  -  France : Colifilms Diffusion[1]
- Musique : Marty Davich et James Newton Howard
- Photographie : John Bailey
- Montage : Wendy Greene Bricmont
- Décors : Brent Thomas
- Costumes : Susie DeSanto
- Pays :  États-Unis
- Genre : Comédie
- Durée : 104 minutes
- Format : Couleur - Son : Dolby Digital, DTS, SDDS - 2,35:1 - Format 35 mm
- Budget : 22 millions de $US[2].
- Dates de sortie[3] :
  -  Malaisie : 17 janvier 2008 (première mondiale)
  -  États-Unis : 18 janvier 2008
  -  France : 23 juillet 2008

## Distribution
- Diane Keaton (VQ : Élizabeth Lesieur) : Bridget Cardigan
- Ted Danson (VQ : Jean-Luc Montminy) : Don Cardigan
- Katie Holmes (VQ : Aline Pinsonneault) : Jackie Truman
- Adam Rothenberg : Bob Truman
- Queen Latifah (VQ : Sophie Faucher) : Nina Brewster
- Meagen Fay : Mindy Arbogast
- Christopher McDonald (VQ : Daniel Picard) : Bryce Arbogast
- Denise Lee : Counselor
- Sylvia Castro Galan : Selina
- Morgana Shaw : Molly
- Roger Cross (VQ : Renaud Paradis) : Barry
- Stephen Root (VQ : Hubert Gagnon) : Glover

## Autour du film
- Remake du téléfilm Hot Money